# Thomashof (Üchtelhausen)
Thomashof ist ein Gemeindeteil der Gemeinde Üchtelhausen im unterfränkischen Landkreis Schweinfurt in Bayern.

## Geographische Lage
Der Weiler Thomashof liegt in der Schweinfurter Rhön, 2,5 km nordnordöstlich von Üchtelhausen und 8 km nordöstlich von Schweinfurt. Die durch den Ort verlaufende Staatsstraße 2280 führt nordostwärts nach Hoppachshof und südwestwärts, Üchtelhausen passierend, nach Schweinfurt.

## Geschichte
1436/37 erhielt der Rat der Reichsstadt Schweinfurt vom Deutschen Orden für 18.000 Gulden die Burg auf der Peterstirn sowie das zugehörige Landgebiet mit den Dörfern Altstadt, Hilpersdorf, Zell und Weipoltshausen sowie den Höfen Deutschhof und Thomashof. Dazu gehörten auch die beiden Exklaven Ottenhausen und Weipoltsdorf.
Durch den Reichsdeputationshauptschluss kam Schweinfurt 1802 zu Bayern (siehe: Schweinfurt, Königreich Bayern). Alle zum reichsstädtischen Territorium gehörenden Dörfer und Weiler wurden ausgegliedert, so auch Thomashof und das benachbarte Dorf Weipoltshausen, das eine selbständige Gemeinde wurde, in die Thomashof eingegliedert wurde.
Am 1. Januar 1972 wurde Weipoltshausen im Rahmen der Gebietsreform in Bayern nach Üchtelhausen eingemeindet. Seitdem ist Thomashof ein Gemeindeteil von Üchtelhausen.